# Castel Wohlgemuth
Castel Wohlgemuth (in tedesco Ansitz Wohlgemuth) è una residenza rinascimentale che si trova nella frazione di San Michele (St. Michael in Eppan) del comune di Appiano in Alto Adige.
Risale al XVI-XVII secolo ed è composta da due edifici indipendenti che danno sullo stesso cortile e sono collegati da un portone in bugnato con merli. L'edificio a sud è decorato con due erker a torretta e finestre a bifore.
All'interno è conservata una stube con soffitto a cassettoni e muri decorati a intarsio. Nel salone principale è presente un soffitto con cassettoni a forma di stella.
La residenza è privata e quindi non visitabile.